# 張紹
張 紹（ちょう しょう、生没年不詳）は、中国三国時代の蜀漢の政治家。父は張飛。兄は張苞。甥は張遵。

## 生涯
兄が若くして亡くなり、その子の張遵も幼少であったため、父の死後にその後を継いだ。劉禅の外戚であり、侍中・尚書僕射に昇進した。
蜀の滅亡後、張紹は譙周・鄧良（鄧芝の子）と共に印璽を携える使者となった（「後主伝」）。
劉禅が洛陽に護送されると随行し、魏から列侯に封じられた（「後主伝」）。
小説『三国志演義』にも登場し、その叙述は正史とほぼ同様である。

## 民間伝承・古柏の道
以下、葭萌関（現在の四川省広元市郊外の昭化古城）周辺の民間伝承による。
瓦口関から遠くは閬中までを守備範囲にしていた張飛は、この軍道でもある駅道を使って頻繁に兵馬の移動をしていたが、夏の暑さや冬の寒さが身に堪え、病気になる兵が後を絶たなかった。
このため、別の場所にいた諸葛亮に対策を求めた。諸葛亮の返書には「医学書には、四季気の変化（春温・夏熱・秋涼・冬寒）に対応を怠らないようにし、疾病の予防をしなければならないと記されています。これは兵法にも通じるため、平時より様々な要因への備えを怠らないようにしなければならないのです」と書かれていた。
張飛は張紹や街人たちと防暑防寒のために、街外れの山林に秦の時代から茂る柏の移植林案を協議して事業を押し進めた。
蜀滅亡後、張紹は魏に投降した劉禅に付き従い、魏の鄧艾の下に降る途上で、劉禅と共に古柏の下で雨を凌いだ。張紹は柏並樹を見て、父譲りの大声で雷鳴の如く感涙を流し、この並樹を守らせるため植林を手伝った街人たちに、柏街道を守る組織を作らせ護衛させた。また劉禅が雨を凌いだ古柏を『阿斗柏(あとはく）』と名付け、そこにいた全ての文官武官や街人たちの胸を感動させたという。

## 史跡・旧跡
現在、翠雲廊の北段の入口に張紹の像が建っており、古柏の碑文（父、張飛植林の柏街道で感涙に噎ぶ）が刻まれ、劉禅・張飛・張紹らの思いが偲ばれる。今日でも古柏が鬱蒼と生い繁り、静寂な駅道が断続的に続き、樹齢千年を超す古柏の樹も珍しくない。当時から愛され続け、明の時代までに植林された柏は、8000本にも及ぶといわれている。